# 烏雷奇

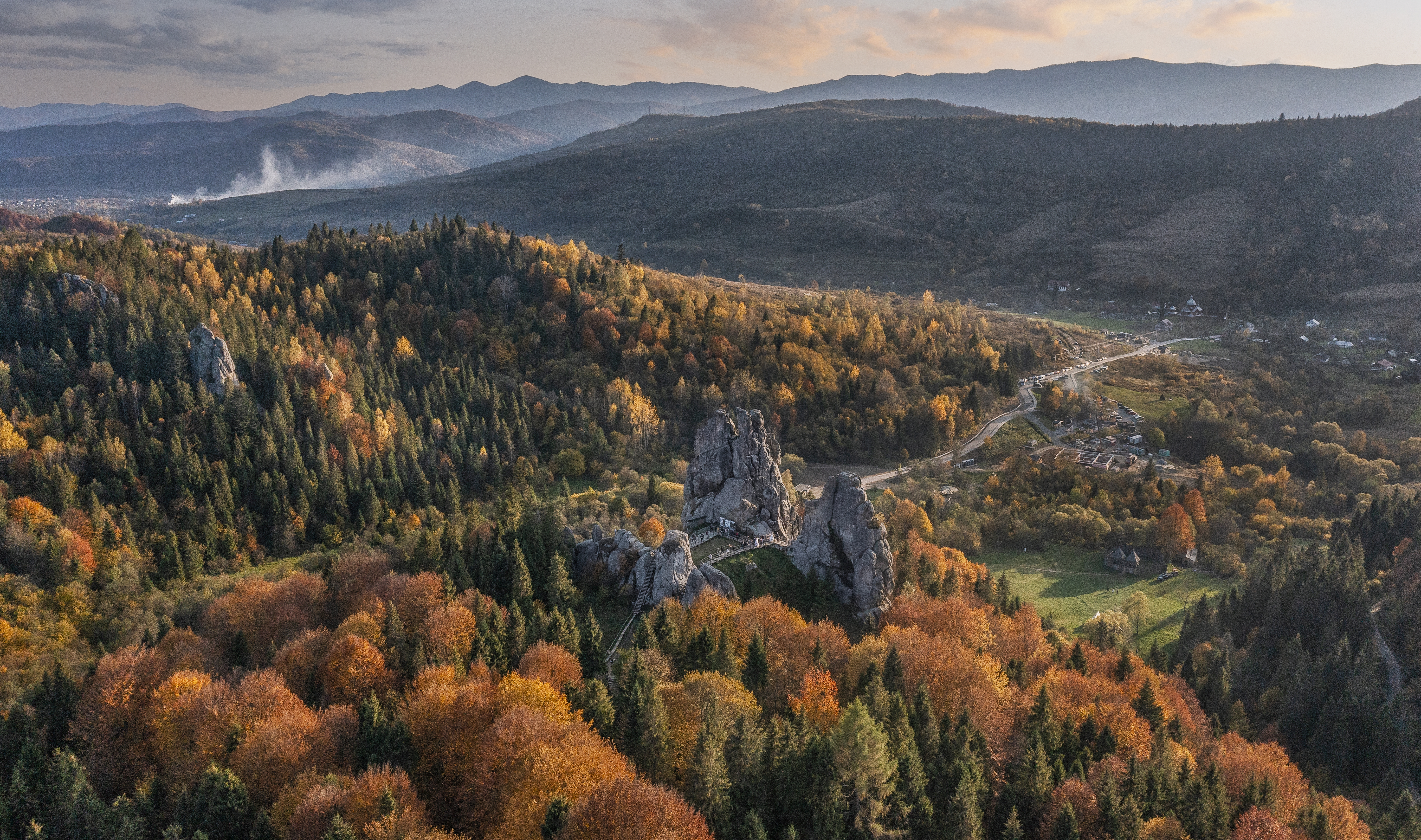
乌雷奇村

烏雷奇（烏克蘭語：Урич），是烏克蘭的村庄，位於該國西部利沃夫州，由斯特雷區斯科萊市鎮負責管轄，始建於1369年，面積1.55平方公里，2001年人口305，人口密度每平方公里196.77人。
49°10′55″N 23°24′20″E / 49.18194°N 23.40556°E